# Jerry Butler
Jerry Butler, ursprungligen Paul David Siederman, född 13 maj 1959 i Brooklyn, New York, död 27 januari 2018 i Brooklyn, var en amerikansk pornografisk skådespelare.  Från 1981 till 1993 agerade han i över 500 pornografiska filmer, bland andra Woman in Love, Built for Sex, The Coach's Daughter och Sexy Sluts: Been There, Done That (2003).